# 張雪芹
張雪芹（英語：Cheung Suet Kan，1982年10月23日—），原名張曉嵐，香港女演員，2010年憑處境劇《天天天晴》而為人認識，曾為香港無綫電視合約藝員。2011年轉投香港電視，現定居於美國洛杉磯。

## 生平

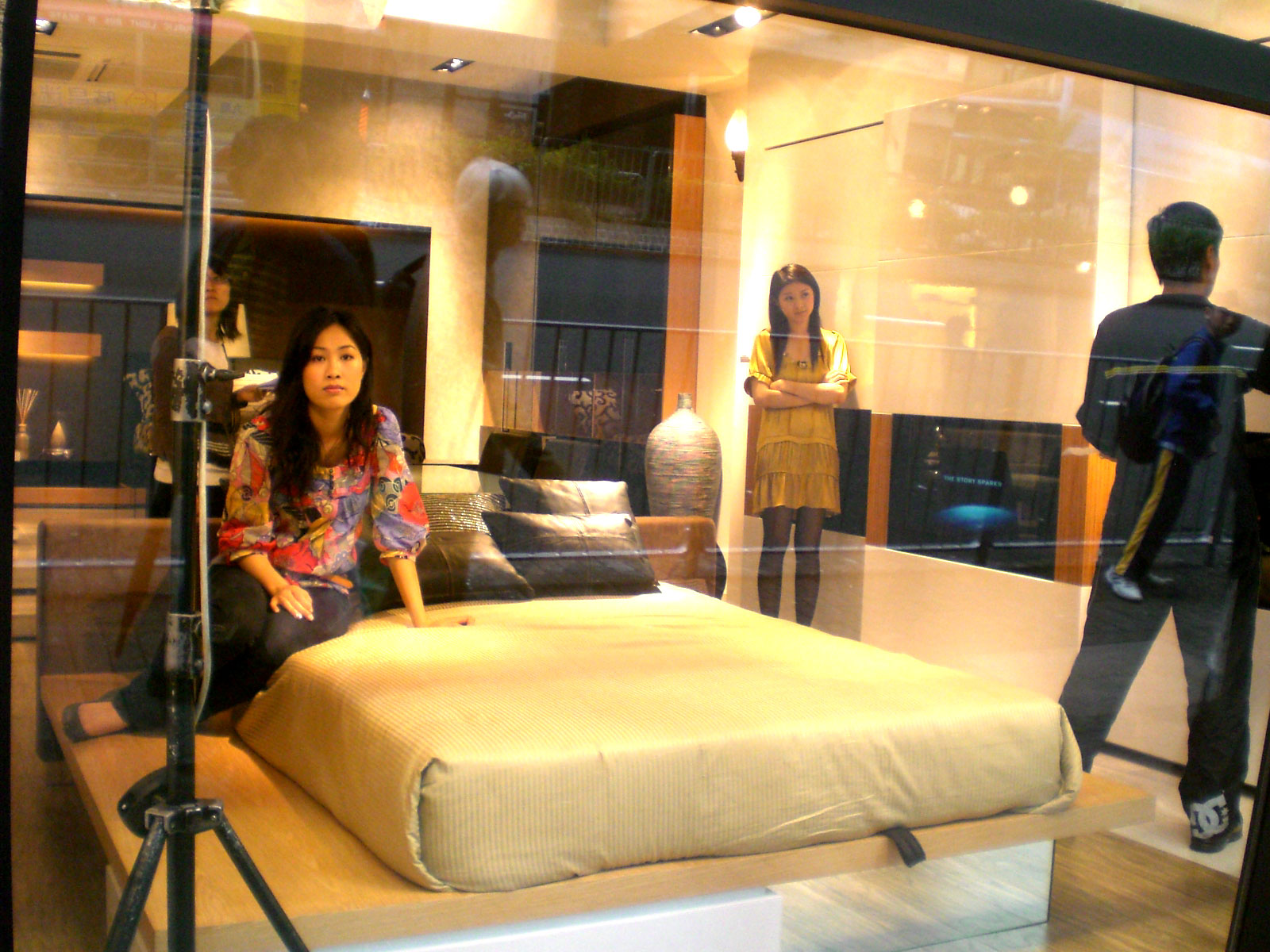
《更上一層樓》2008年的張雪芹（坐在床上者）

張雪芹家中排行第二，有一姐姐。她從加拿大回流返香港後，於2001年參加無綫電視第17期藝員訓練班，同期畢業的藝人還有雷恩、林佳蓉等，2003年正式簽約成為無綫電視合約藝員。最初擔任資訊節目《東張西望》主持，首部電視劇是《青出於藍》，最初一直只是飾演一些小配角，之後曾主持節目《事必關己》及《更上一層樓》。
直至2010年，張雪芹在處境劇集《天天天晴》中，飾演與馬浩文（鄭子誠 飾）私奔的女秘書「冯秀娜（Kitty）」，戲份較多才受人注目，並且人氣急升，成為香港網友熱門追捧對象；2011年1月播映的《仁心解碼》所飾演「Mary」亦有不俗演出。除劇集演出外，她還有份主持深夜於無綫電視翡翠台播出的《康業信貸快遞：物業貸款好幫手》；2012年轉投王維基旗下的香港電視網絡（HKTV），結束與無綫電視11年之賓主關係。2014年，她參演了電影《點對點》，並憑此入圍競逐《第34屆香港電影金像獎》「最佳新演員」獎，此後選擇定居美國洛杉磯，偶爾才拍攝新作品。

## 演出作品

### 電視劇（無綫電視）
| 首播   | 劇名               | 角色 |
| 2001年 | 皆大歡喜           | 似素女子（第58集） |
| 2002年 | 皆大歡喜           | 夫 人（第85集）、美 女（第88集）、女 子（第115集）、妓 女（第132、175、190集）、佳 麗（第243集）、婦（第273集）                                                                                |
| 2002年 | 烈火雄心II         | 伴 娘（第24集）、影院售票員（第31集） |
| 2002年 | 絕世好爸           | 酒 客（第7集） |
| 2003年 | 皆大歡喜           | 浩 浩（第7集）、西式廚師（第9集）、靚 女（第35集）、推銷員（第63集）、女白領（第105集）、琪 琪（第109集）、女朋友（第131集）、Albert女（第148集）                                              |
| 2003年 | 十萬噸情緣         | 店 員（第6集） |
| 2003年 | 戀愛自由式         | 送貨員 |
| 2003年 | 衝上雲霄           | 江嘉盈 |
| 2004年 | 皆大歡喜           | 朱 莉（第173集）、傳譯員（第192集）、美 女（第206集）、少 女（第209集）、女 兒（第214集）、女朋友（第234集）、嬋（第244-245集）、社區中心職員（第255集）、護士（第277集）、主席夫人（第384集） |
| 2004年 | 青出於藍           | 區家慧（Kelly） |
| 2004年 | 棟篤神探           | Apple |
| 2004年 | 隔世追兇           | Laura/護士 |
| 2005年 | 秀才遇著兵         | 高清玲 |
| 2005年 | 阿旺新傳           | 黃奇鳳、安琪美國Kingston大學同學 |
| 2005年 | 我的野蠻奶奶       | 秀 英 |
| 2006年 | 天幕下的戀人       | May（第1集） |
| 2006年 | 心理心裏有個謎     | Amy |
| 2006年 | 鳳凰四重奏         | 妓 女、啤酒推銷員 |
| 2006年 | 滙通天下           | 秋 嬋 |
| 2006年 | 賭場風雲           | 荷 官 |
| 2007年 | 兩妻時代           | 吴美琪（Sarah） |
| 2007年 | 學警出更           | CID |
| 2007年 | 通天幹探           | Zoe |
| 2008年 | 金石良緣           | Angela |
| 2008年 | 千謊百計           | 美 女（第4集） |
| 2008年 | 法證先鋒II         | 黃妙嫦（Mandy） |
| 2008年 | 古靈精探           | 周至慧（Candy） |
| 2008年 | 和味濃情           | 醫院護士 |
| 2009年 | ID精英             | 中心負責人（第3集） |
| 2009年 | 老婆大人II         | 法院書記 |
| 2009年 | 烈火雄心3          | 何慧珊 |
| 2009年 | 有營煮婦           | Angel |
| 2010年 | 秋香怒點唐伯虎     | 女捕快 |
| 2010年 | 天天天晴           | 馮秀娜（Kitty） |
| 2010年 | 飛女正傳           | 姚玲玲（Linda） |
| 2010年 | 談情說案           | 研究生 |
| 2010年 | 女人最痛           | 化妝師 |
| 2010年 | 公主嫁到           | - |
| 2010年 | 讀心神探           | 林愛琦（Katie） |
| 2010年 | 巾幗梟雄之義海豪情 | 趙冬妮（青年） |
| 2011年 | 依家有喜           | Angela |
| 2011年 | 仁心解碼           | Mary |
| 2011年 | 隔離七日情         | 岑張靜儀 |
| 2011年 | Only You 只有您    | 雯 |
| 2011年 | 點解阿Sir係阿Sir   | 護士（第30集） |
| 2011年 | 花花世界花家姐     | 新聞報道員（第16, 19-20集） |
| 2011年 | 團圓               | 形象顧問（第9集） |
| 2011年 | 真相               | 周芷晴（第3集） |
| 2011年 | 不速之約           | 護士（第15、18集） |
| 2011年 | 我的如意狼君       | 唐韻雯（第3集） |
| 2011年 | 天與地             | 鄭振軒表嫂（第19集） |
| 2012年 | 肥婆奶奶扭計媳     | 記者 |
| 2013年 | 凶城計中計         | 逸虛 |

### 節目主持（無綫電視）
| 首播          | 節目名                       |
| 2003年        | 東張西望                     |
| 2007年        | 事必關己                     |
| 2008年        | 更上一層樓                   |
| 2009年        | 智激校園                     |
| 2010年        | 康業信貸快遞：物業貸款好幫手 |
| 2010年-2011年 | 宜室宜居有辦法               |

### 電視劇（香港電視）
| 首播   | 劇名           | 角色       |
| 2015年 | 童話戀曲201314 | PR         |
| 2015年 | 還來得及再愛你 | George女伴 |
| 2015年 | 三面形醫       | Abby       |
| 2015年 | 開腦儆探       | 張心穎     |

### 電影
- 2002年 《無間道》 飾 重案組探員
- 2014年 《點對點》(提名第34屆香港電影金像獎最佳新演員)
- 2018年 《看見你便想念你》 飾 Elaine
- 2018年 《逆向誘拐》 飾 Irene

## 外部連結
- 張雪芹的新浪微博
- 張雪芹的Facebook專頁
- 張雪芹的Instagram帳戶
- 張雪芹在香港影庫上的簡介